# Yard Sale (Modern Family)
Yard Sale é o sexto episódio da quarta temporada da série Modern Family. O episódio foi exibido originalmente pela ABC no dia 10 de outubro de 2012 nos EUA.

## Sinopse
Jay e Gloria realizam uma venda de garagem para ajudar Manny e Luke com um projeto de caridade da sua escola de caridade. Phil se sente pressionado tanto em vender e comprar alguma coisa, Mitch e Cam ajudam Claire a avaliarem o novo "namorado" de Alex, e Manny encontra um velho baú que esconde um segredo que Gloria quer ver permanecer em segredo.

## Audiência
Na sua transmissão original americana, "Yard Sale", foi visto por cerca de 10.620 mil famílias de acordo com a Nielsen Media Research.